# Wiktor Porfirjewitsch Perewalow
Wiktor Porfirjewitsch Perewalow (russisch Виктор Порфирьевич Перевалов; * 17. Februar 1949 in Leningrad, RSFSR; † 5. Juli 2010 in Sankt Petersburg) war ein sowjetischer bzw. russischer Schauspieler.

## Leben
Wiktor Perewalow wurde als Sohn einer Krankenschwester und eines Händlers geboren.
Perewalow machte, trotz Konflikten mit der Schulverwaltung aufgrund seiner Abwesenheiten, bereits als Kinderdarsteller auf sich aufmerksam, als er 1957 mit einer Hauptrolle in dem Kurzfilm Tambu-Lambu sein Debüt feierte. Alexander Rou besetzte ihn als jungen Iwanuschka, der seine entführte Mutter sucht, in Die verzauberte Marie. Rund zehn Jahre später hatte er in Rous Die schöne Warwara einen Cameoauftritt als Palastwache. Im Laufe seiner Karriere war der hellblonde Mime in mehreren Märchen- und Kinderfilmen zu sehen, spielte aber auch ernsthafte Rollen, wie in Republik der Strolche, Die Russen kommen und dem Kriegsmelodram Чёрный снег (2007). Perewalows Filmografie umfasst 66 Werke, neben Kinofilmen auch mehrere TV-Produktionen. Er war nur selten als Hauptdarsteller zu sehen, zuletzt in Graffiti (2005), seinem ersten Engagement nach über 10-jähriger Pause. Für diese Rolle gewann Perewalow mehrere Festivalpreise.
Perewalow starb 61-jährig am 5. Juli 2010 in seiner Geburtsstadt und wurde dort am 8. Juli auf dem Gedenkfriedhof an die Opfer des 9. Januar beigesetzt. Er hinterließ seine Töchter Jelena und Mascha sowie seine Enkelin Irina. Noch in seinem Todesjahr wurde Perewalow mit der Medaille „Verdienste für die vaterländische Kultur“ ausgezeichnet.

## Filmografie (Auswahl)
- 1957: Tambu-Lambu
- 1959: Die verzauberte Marie (Marja-iskusniza)
- 1959: Sombrero
- 1966: Republik der Strolche (Respublika SchKID)
- 1968: Die Russen kommen
- 1970: Die schöne Warwara (Warwara-krassa, dlinnaja kossa)
- 1971: Karriere
- 1973: Die Zwölf Monate (Dwenadzat messjazew)
- 1975: Zement (Zement) (Fernsehfilm)
- 1974: Zarewitsch Proscha
- 1976: Trawkas Abenteuer (Prikljutschenija Trawki)
- 1980: Die Nachtigall (Solowei)
- 1982: Die Prinzessin mit der Eselshaut (Oslinaja schkura)
- 1993: Ka-ka-du
- 2005: Graffiti
- 2007: Alisa, das Meermädchen (Russalka)